# Anton Adams
Anton Adams, född 1856 och död 1915, var en tysk arkitekt.
Adams ledde i Berlin uppförandet av flera högskolebyggnader, ombyggandet av gamla biblioteket och nybyggandet av Staatsbibliothek samt av Akademie der Wissenschaften. Adams var en framstående fackman, särskilt i rumsakustiska frågor.